# مونتی
مونتی (به ایتالیایی: Monti) یک کومونه در ایتالیا است که در استان البیا تمپیو واقع شده‌است.

## خصوصیات
مونتی ۱۲۳٫۶۹ کیلومترمربع مساحت و ۲٬۵۲۱ نفر جمعیت دارد و ۳۰۰ متر بالاتر از سطح دریا واقع شده‌است.